# Skånholmen
Skånholmen är en ö i Finland. De ligger i Finska viken och i kommunen Borgå i landskapet Nyland, i den södra delen av landet. Ön ligger omkring 60 kilometer öster om Helsingfors.
Arean är 1,7 hektar och öns största längd är 190 meter i sydväst-nordöstlig riktning.